# Pseudagrion ingrid
Pseudagrion ingrid là một loài chuồn chuồn kim trong họ Coenagrionidae.
Pseudagrion ingrid được miêu tả khoa học năm 2000 bởi Theischinger.